# Nallachius dicolor
Nallachius dicolor är en insektsart som beskrevs av Adams 1970. Nallachius dicolor ingår i släktet Nallachius och familjen Dilaridae. Inga underarter finns listade i Catalogue of Life.